# Municipio de Scenic
El municipio de Scenic (en inglés: Scenic Township) es un municipio ubicado en el condado de Pennington en el estado estadounidense de Dakota del Sur. En el año 2010 tenía una población de 58 habitantes y una densidad poblacional de 0,17 personas por km².

## Geografía
El municipio de Scenic se encuentra ubicado en las coordenadas 43°49′22″N 102°30′23″O / 43.82278, -102.50639. Según la Oficina del Censo de los Estados Unidos, el municipio tiene una superficie total de 347.59 km², de la cual 347,19 km² corresponden a tierra firme y (0,12 %) 0,41 km² es agua.

## Demografía
Según el censo de 2010, había 58 personas residiendo en el municipio de Scenic. La densidad de población era de 0,17 hab./km². De los 58 habitantes, el municipio de Scenic estaba compuesto por el 68,97 % blancos, el 13,79 % eran amerindios, el 3,45 % eran asiáticos y el 13,79 % eran de una mezcla de razas. Del total de la población el 15,52 % eran hispanos o latinos de cualquier raza.